# Y&T
Y&T, originalmente conhecida como Yesterday & Today, é uma banda norte-americana de hard rock e heavy metal formada em 1974. A banda lançou dois álbuns de estúdio pela London Records, como Yesterday & Today na década de 1970, antes do encurtamento de seu nome para Y&T. A partir de 1981 lançou vários álbuns pela A&M Records. A banda já vendeu mais de 4 milhões de álbuns no mundo.

## História
Y&T é uma banda de gênero hard rock americana da década de 1970, mas que foi despontar realmente na década de 80 em meio ao movimento hard Californiano. O Idealizador do Y&T é Dave Menikketti, vocalista e compositor. Tinha como seu o baixista Phil Kenmore, falecido aos 57 anos de idade, em 2011, após uma curta batalha contra o câncer de pulmão
Nesse tempo, a banda teve pontos altos e pontos baixos, e algumas mudanças na formação. A primeira conta com Leonard Haze e Joey Alves, além dos já citados. O primeiro álbum do Y&T, saiu em 1976, com o mesmo nome, e trazia a faixa “Beaultiful Dreamer” como carro-chefe. O segundo álbum se chamou “Struck Down” e foi lançado em 1978. Nesta época a banda não tinha ainda resumido seu nome, e era possível ver nas capas dos álbuns o nome "Yesterday and Today". A mídia não gostou das capas dos primeiros álbuns, as fotos dos integrantes estavam num estilo disco music.
Os próximos álbuns, “Earthshaker” e “Black Tiger” deram status à banda.
Mais dois álbuns de estúdio, “In Rock We Trust” e “Down for the Count” se seguiram, e a popularidade da banda só crescia. As bandas de se dividiam entre as que queriam fazer shows junto do Y&T e as que não queriam, já que, se por um lado a banda carregava sempre um bom público em seus shows, pelo outro as performances eram tão impressionantes que o sucesso ofuscava as outras bandas. Nesta época já circulava nas rádios e na TV o hit “Summertime Girls”, do álbum “Down for count”.
Com a fama de banda ao vivo, o Y&T resolve gravar um de seus shows e lançar. “Open Fire” sai em 1985. 
Em 1987, lança-se o álbum “Contagious”, que traz a primeira mudança no line-up; sai Leonard Haze e entra Jimmy Degrasso (atual Megadeth). O álbum foi considerado razoável.
Com a entrada da década de 1990, a banda muda outra vez. Steff Burns substitui Joey Alves. Lançam o álbum “Ten”, que não obtém grande repercussão e traz à tona o fato de que o Y&T havia perdido a força. O único destaque do álbum é a faixa “Hard Times”.
Dave resolve sair por um tempo curto, mas antes grava mais um álbum ao vivo, o que seria um álbum de despedida. “Y&T Live” é gravado no San Jose Cabbaret e mostra uma apresentação coesa, mas melancólica, no estilo “fim de jogo”. Os destaques ficam para “Don’t Stop Runnin” do álbum “In Rock We Trust”, e a clássica “Black Tiger”.
Após algumas tentativas frustradas no mercado musical, resolvem colocar a banda na ativa de novo e lançam em setembro de 1995 o disco “Musically Incorrect” com a assinatura do Produtor Scott Boorey. O disco conseguiu boa repercussão no Japão e em parte da Europa, apenas.
No intuito de atingir a América, eles entraram em estúdio novamente e lançaram “Endangered Species”, mas o público que a banda havia conquistado na América parecia haver desaparecido. Numa tentativa apelativa e desesperada, Dave traz os integrantes originais de volta à banda e em 2000 lançam mais álbum um ao vivo, desta vez gravado através da BBC, no Friday Rock Show. O disco foi classificado como um interessante registro ao vivo de uma banda injustiçada, já que eles não deixavam nada a dever a outros nome do hard rock americano que estavam em melhor situação. Em 2001, a banda lança a compilação “The Ultimate Collection”.
A banda atualmente vem tentando reconquistar o Topo das Paradas, fazendo shows em países como Holanda, Suécia, Espanha e em pequenas cidades Americanas.
Em 7 de janeiro de 2011, o baixista Phil Kennemore faleceu aos 57 anos de idade, após uma curta batalha contra o câncer de pulmão.

## Membros
- Dave Meniketti – guitarra, vocal (1974–1991, 1995–atualmente)
- John Nymann – guitarra, backing vocal (2003–atualmente)
- Aaron Leigh – baixo, backing vocal (2016–atualmente)
- Mike Vanderhule – bateria, backing vocal (2006–atualmente)

## Discografia
- Yesterday & Today (1976)
- Struck Down (1978)
- Earthshaker (1981)
- Black Tiger (1982)
- Mean Streak (1983)
- In Rock We Trust (1984)
- Down for the Count (1985)
- Contagious (1987)
- Ten (1990)
- Musically Incorrect (1995)
- Endangered Species (1997)
- Facemelter (2010)